# Spiro Moisiu
Spiro Theodori Moisiu, nato Spiro Koxhobashi (Kavajë, 5 maggio 1900 – Tirana, 12 aprile 1981), è stato un generale e politico albanese.

## Biografia

### Primi anni
Nacque il 5 maggio 1900 a Kavajë, allora parte dell'Impero ottomano, da Theodori Moisiu, commerciante, e Ana Stavri; da parte di padre era imparentato con l'attore Alessandro Moissi, essendo i nonni di entrambi fratelli. Nel 1913 il padre Theodori fu ucciso dai ribelli durante la rivolta contadina contro il governo albanese e quindi il giovane Spiro fu cresciuto dalla madre.
Dopo aver terminato le scuole elementari a Kavajë e Durazzo, fu mandato a completare la sua istruzione in un collegio a Vienna, nell'Impero austro-ungarico. Tornò in patria nel 1919 e seguì una carriera militare, venendo istruito da ufficiali austriaci e tedeschi a Tirana. Entrato nelle Forze armate albanesi col grado di tenente, fu assegnato al corpo di sicurezza del congresso di Lushnjë per poi essere promosso a capo di una brigata che combatteva le forze serbe nei pressi di Martanesh. Durante la rivoluzione democratica di Fan Noli del 1924 supportò i rivoltosi e nel dicembre dello stesso anno si oppose al ritorno di Ahmet Zog; quest'ultimo tuttavia risultò vittorioso ma Moisiu poté rimanere in Albania grazie all'amnistia concessa da Zog a gran parte dei rivoltosi. Fu reintegrato nell'esercito e proseguì la sua carriera venendo promosso prima capitano e poi maggiore; durante un'insurrezione anti-monarchica a Fier nel 1935 rimase fedele a Zog.

### Servizio militare sotto la monarchia di Zog
Riconoscendo le sue eccellenti capacità, Zog reintegrò Spiro Moisiu nelle forze governative albanesi. La sua carriera militare proseguì nel 1929-1930, quando ottenne ottimi risultati alla scuola militare di “Perfezionamento Ufficiali” di Tirana, sotto la direzione di istruttori italiani. Terminò il corso al primo posto tra altri 43 ufficiali, venendo nominato capitano. Durante la monarchia di Zog prestò servizio in diverse città, e durante l’insurrezione antigovernativa di Fier del 1935, mantenne la sua lealtà a Zog combattendo contro i ribelli. Nel 1937-1938 ottenne nuovamente ottimi risultati alla scuola militare di Tirana negli studi per ufficiali superiori, diplomandosi con il grado di maggiore.
Nell’aprile del 1939, durante l’aggressione fascista italiana, Spiro fu comandante delle forze di frontiera nella regione di Scutari. Organizzò le forze a sua disposizione per resistere a San Giovanni di Medua. Vedendo la superiorità delle forze italiane e non volendo che le sue truppe si arrendessero, Spiro e i suoi uomini furono esiliati in Jugoslavia, dove rimasero fino all’inizio del 1940.
Accettando l’invito a reintegrarsi nelle forze governative albanesi, Moisiu tornò in Albania. Alla fine del 1940, mentre prestava servizio come comandante del battaglione Tomorri, fu inviato sul fronte italo-greco. Spiro non voleva combattere contro i greci e, insieme a un altro maggiore albanese, Prenk Pervizi, ritirò i suoi uomini dalla prima linea, inducendo molti albanesi a disertare. Ciò determinò la sua deportazione in una base militare a Laç, dove fu tenuto sotto stretta sorveglianza fino a quando l’Alta Corte Militare italiana non lo condannò a morte per diserzione dal fronte. La sentenza venne poi annullata e l’unica punizione ricevuta fu il congedo dal servizio militare. Gli italiani, infatti, temevano un ammutinamento dei soldati albanesi ancora sotto il loro comando.
Dopo il congedo dal servizio militare, venne inviato nella regione di Berat. Lì, nel luglio 1943, fu contattato dai comunisti che gli proposero di diventare comandante generale dell’Esercito di liberazione nazionale albanese (LANÇ), dominato dai comunisti. Ebbe il merito di trasformare le disperse e poco organizzate forze di resistenza albanesi in un esercito regolare. Sotto la sua guida militare, il LANÇ riuscì a resistere a due grandi offensive tedesche, nell’inverno del 1943-44 e nel giugno 1944, mantenendo allo stesso tempo i tedeschi sotto costanti attacchi. Inoltre, il LANÇ vinse la guerra contro le forze nazionaliste che si opponevano, come Balli Kombëtar, Legaliteti e altri, e liberò il paese il 29 novembre 1944. L’Albania fu l’unico paese in Europa a liberarsi senza la partecipazione delle forze alleate.

### Dopo la seconda guerra mondiale
Si oppose al modello proposto dalla Yugoslavia per la riorganizzazione dell'esercito albanese e preferì gli istruttori sovietici a quelli jugoslavi. Inviò molti ufficiali albanesi alle accademie militari sovietiche per creare una nuova generazione di ufficiali albanesi.
Durante un processo nel 1946, uno degli imputati testimoniò di aver avuto il sostegno di Spiro Moisiu in un possibile colpo di stato. Ciò portò al suo congedo dal servizio militare attivo all’età di 46 anni. Spiro Moisiu era sposato con Aspasi Druga, della rispettabile famiglia Druga di Kavajë. La coppia ebbe tre figli: Alfred, Jolanda e Arqile.